# Xerula
Genre
Xerula est un genre de champignons basidiomycètes de la famille des Physalacriaceae, qui a notamment comme caractéristiques un long pied fin et des spores blanches.

## Espèces
- Xerula americana
- Xerula amygdaliformis
- Xerula asprata
- Xerula aureocystidiata
- Xerula australis
- Xerula caussei
- Xerula chiangmaiae
- Xerula chrysopepla (voir Cyptotrama chrysopeplum)
- Xerula fraudulenta
- Xerula furfuracea
- Xerula globospora
- Xerula hispida
- Xerula hongoi
- Xerula hygrophoroides
- Xerula incognita
- Xerula japonica
- Xerula kuehneri
- Xerula limonispora
- Xerula longipes
- Xerula macracantha (voir Dactylosporina macracantha)
- Xerula mediterranea
- Xerula megalospora
- Xerula melanotricha (voir Oudemansiella melanotricha)
- Xerula nigra (voir X. caussei)
- Xerula oreina
- Xerula orientalis
- Xerula pilosa (voir X. setulosa)
- Xerula pseudoradicata
- Xerula pudens
- Xerula radicata
- Xerula raphanipes
- Xerula renati
- Xerula rubrobrunnescens
- Xerula rugosoceps
- Xerula setulosa
- Xerula sinopudens
- Xerula steffenii (voir Dactylosporina steffenii)
- Xerula subnigra
- Xerula verruculosa (voir Cyptotrama verruculosum)
- Xerula vinocontusa
- Xerula xeruloides